# Ferrari 195 S
A 195 S é um modelo da Ferrari equipado com motor V12. Apenas 2 exemplares foram produzidos.